# 大頷柔麗鯛
大頷柔麗鯛，為輻鰭魚綱鱸形目隆頭魚亞目慈鯛科的其中一種，分布於非洲馬拉威湖流域，棲息深度5-126公尺，體長可達5.3公分，棲息在底中層水域，生活習性不明。

## 擴展閱讀
維基物種上的相關：大頷柔麗鯛